# ニルス・ヤンソン
ニルス・ヤンソン（スウェーデン語: Nils Janson、1978年5月10日 - ）はスウェーデンのジャズ・コンポーザー及びトランペット奏者。『デビュー(Debut)』と題したソロアルバムを発表し、スウェーデン国内で好評を博している
ヤンソンは現在ストックホルム在住で、言質のローカル・ジャズ・コミュニティにおける第一人者である。ジャズだけでなくロックに対しても積極的で、ロックバンド・マンドゥ・ディアオのホーンセクションに参加している。